# St. Michael (Tölzkirchen)

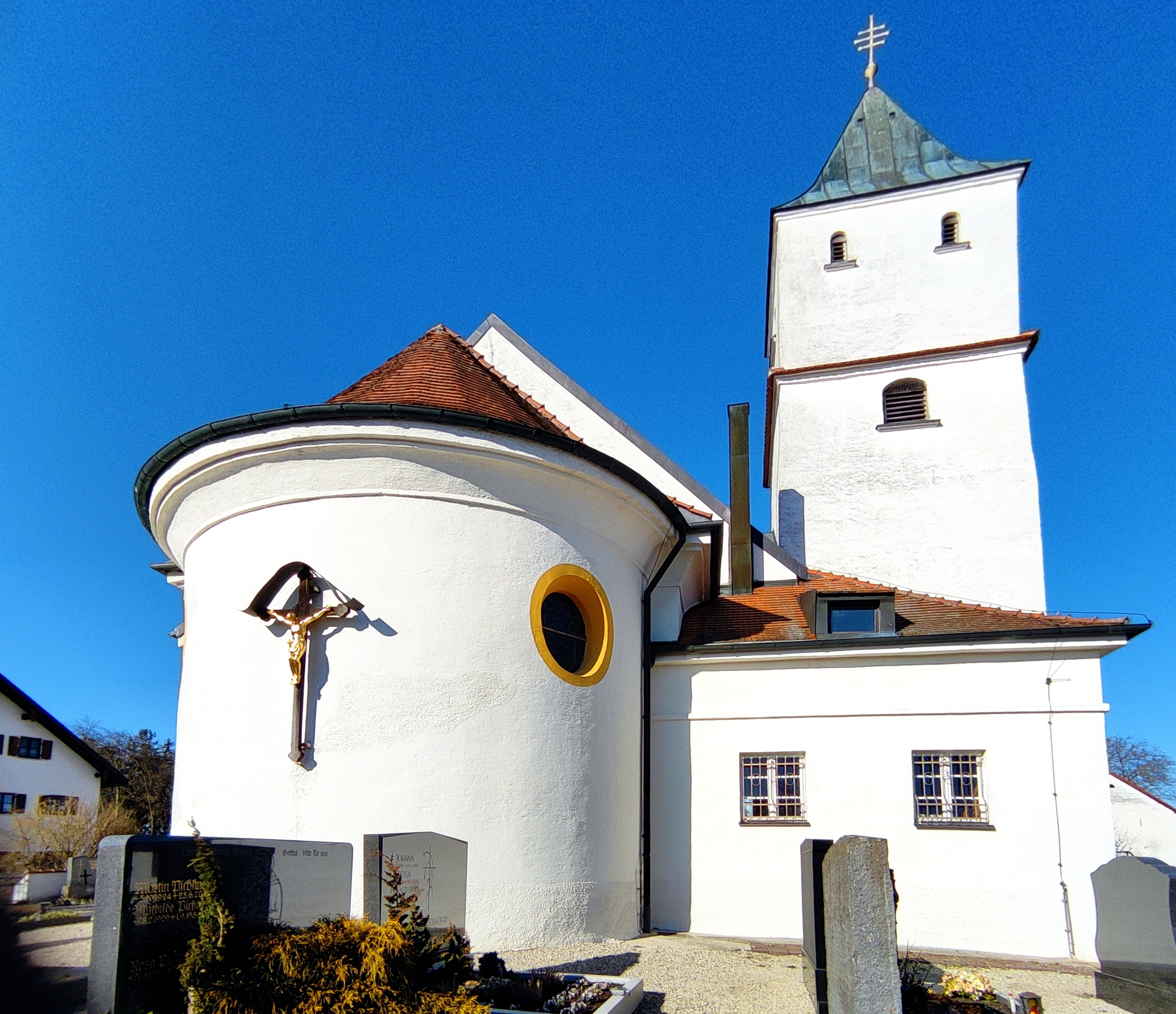
Katholische Filialkirche St. Michael

Die römisch-katholische Filialkirche St. Michael in Tölzkirchen, einem Ortsteil von Nandlstadt (Landkreis Freising) ist ein kleiner Saalbau mit östlich angebauter Kapelle und stark eingezogener Apsis. Das Langhaus stammt von 1924, der Chorflankenturm noch aus dem 12. Jahrhundert. Zusammen mit der Ausstattung ist die Kirche ein geschütztes Baudenkmal mit der Aktennummer D-1-78-144-32 des Bayerischen Landesamtes für Denkmalpflege.

## Geschichte

### Ursprünge
Die älteste Filiale von Baumgarten ist Tölzkirchen. Im Jahre 827 kommt der Name vor als Tenileschirihun, 1022 als Tenineschirichen, 1315 als Tenneiskirchen, 1560 als Delskirchen und schließlich 1739 als Tenzelskirchen. Die Form Tölzkirchen ist neueren Datums. Der Name bedeutet so viel wie „Kirche des Tenil (=Daniel)“. Mit diesem Namen muss die Kirche schon 827 bestanden haben. Sie war früher dem hl. Johannes geweiht (1524 und 1739 so bezeichnet), jetzt ist der hl. Michael ihr Patron. Früher war der Hochaltar unter dem Turm. Dieser ist massiv und ohne jede Gliederung ausgeführt, ist also der romanischen Zeit um 1100–1200 zuzuordnen. 1781 schlug der Blitz in den Turm und zerstörte die ursprüngliche Bekrönung. Nach dem Ersten Weltkrieg erhöhten die Dorfbewohner in Eigenleistung den Turm um das letzte Stockwerk.

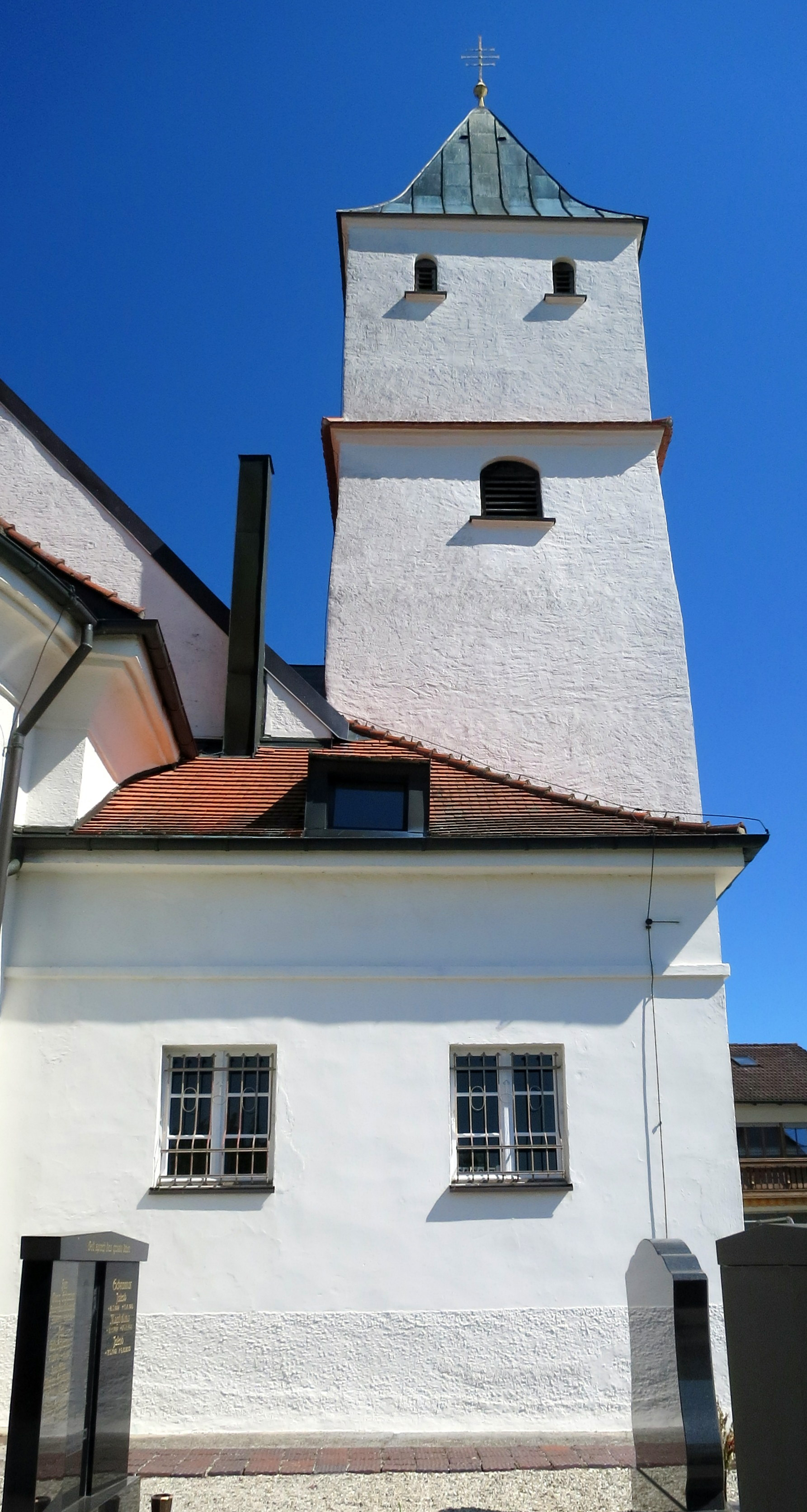
Der alte Turm, ein Stück weit erhöht
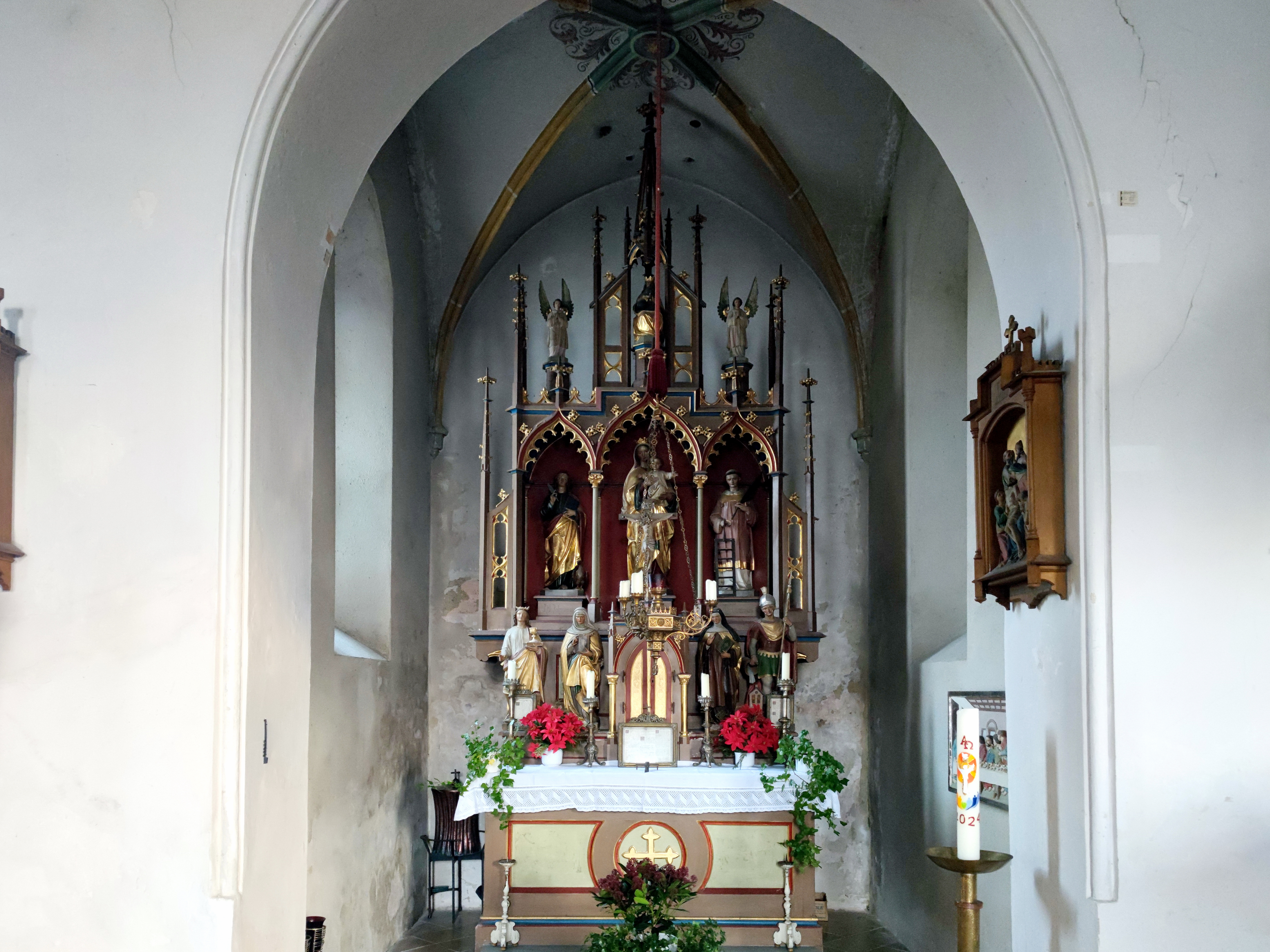
Der alte Chor im Turm, mit neogotischem Altar
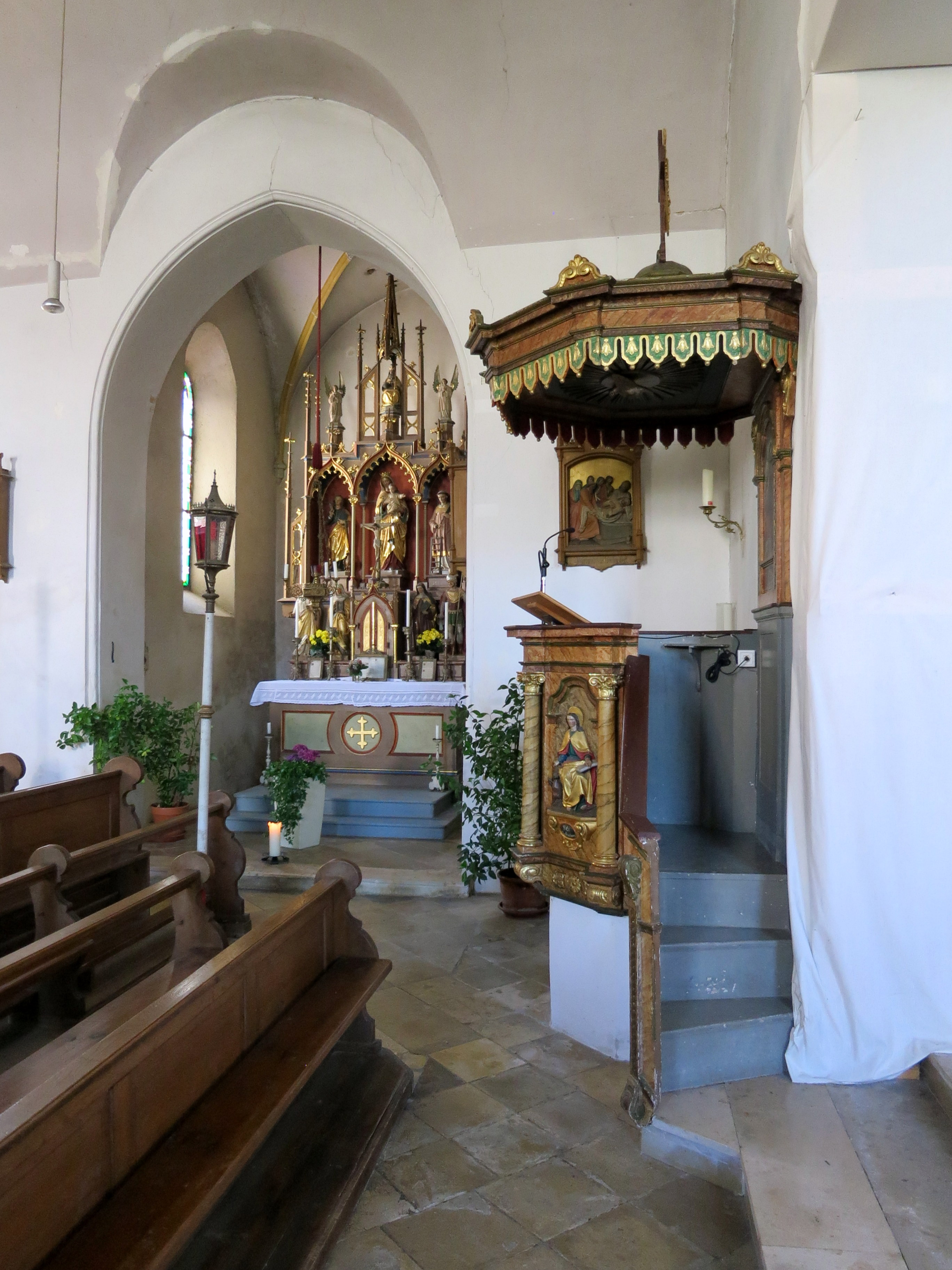
Die Kanzel, in der Nische zwischen Chor und Turm
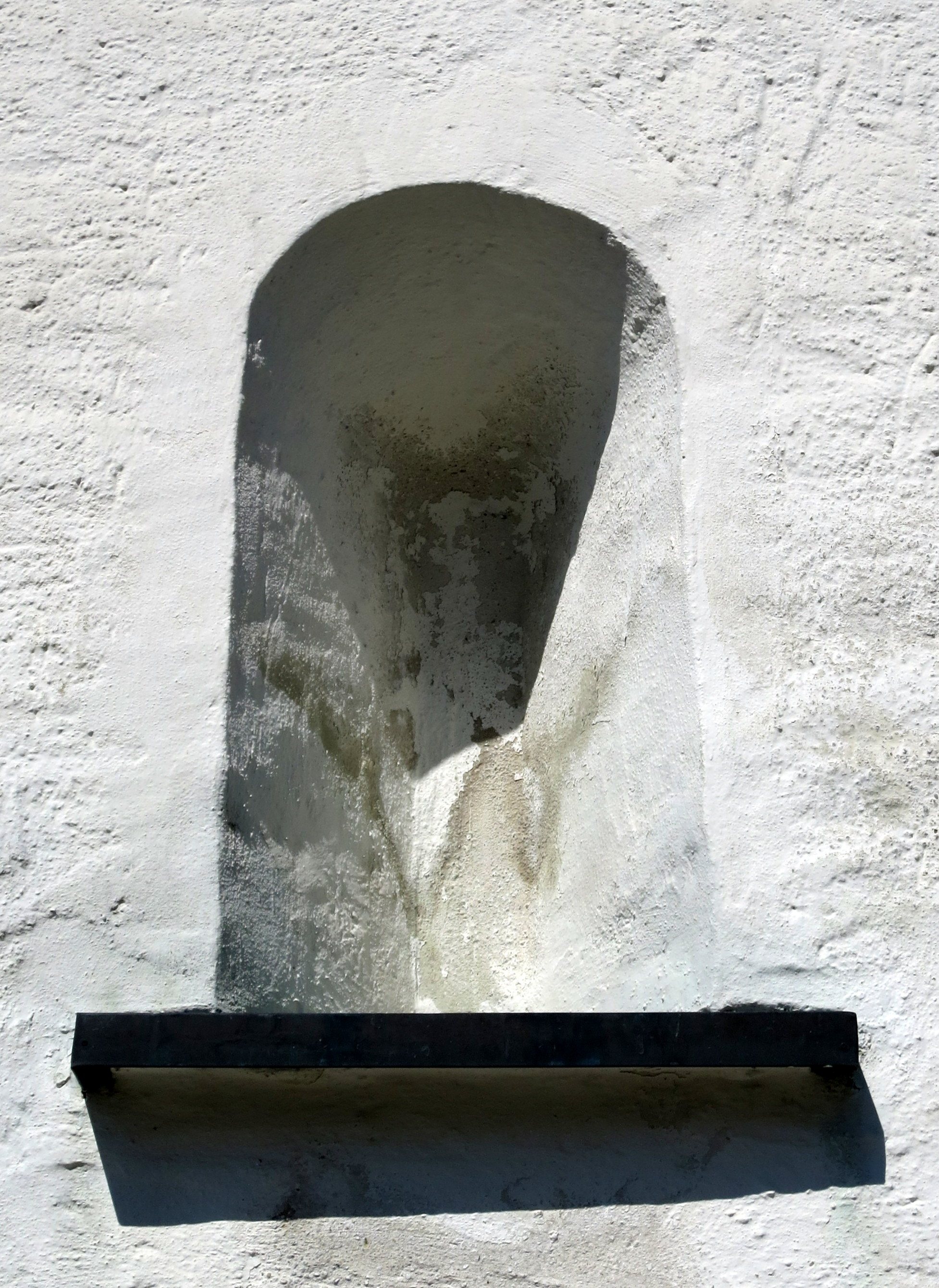
Ehemaliges Fenster, außen an der Unterseite des Turms
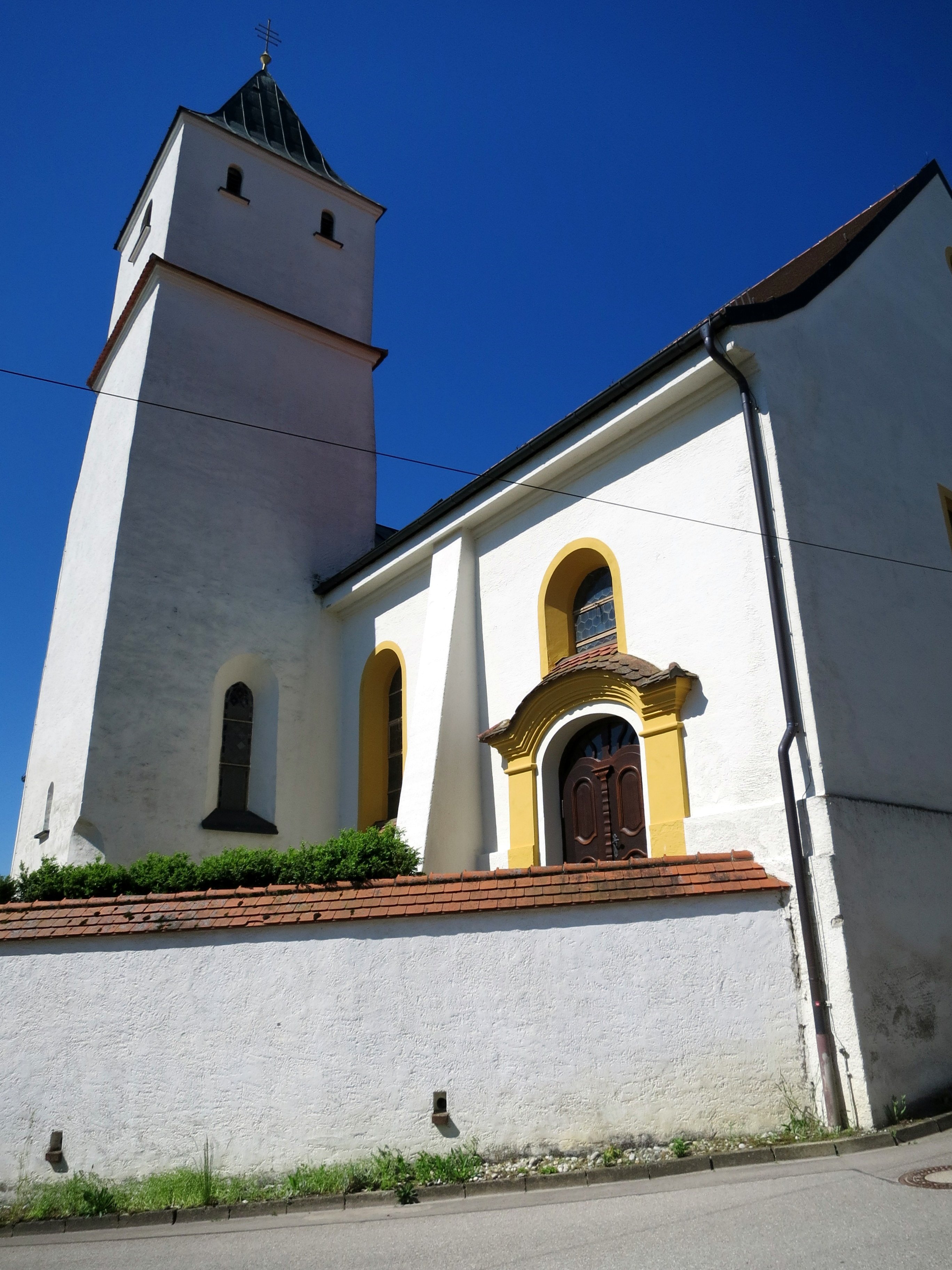
Alter Turm mit neuem Haupteingang zum Langhaus

### Bauliche Erweiterungen
Die Kirche war im Laufe der Zeit viel zu klein geworden und wurde deshalb 1844 verlängert. Doch damit war nur vorübergehend geholfen. 1916 riet das Ordinariat zur Gründung eines Kirchenbauvereins. Der Architekt Theodor Mayr fertigte 1923 die Pläne für einen Neubau, sowohl für Tölzkirchen als auch für Baumgarten, 1924 begann auch gleichzeitig der Bau. Man musste auf Anweisung des Landesamtes für Denkmalpflege den alten Turm stehen lassen und deshalb der ursprünglich nach Osten ausgerichteten Kirche eine neue Richtung nach Süden geben. Es wurde ein großes Langhaus gebaut und daran eine Apsis für den Hochaltar. Zwischen der Apsis und dem alten Turm fand die Sakristei ihren Platz.

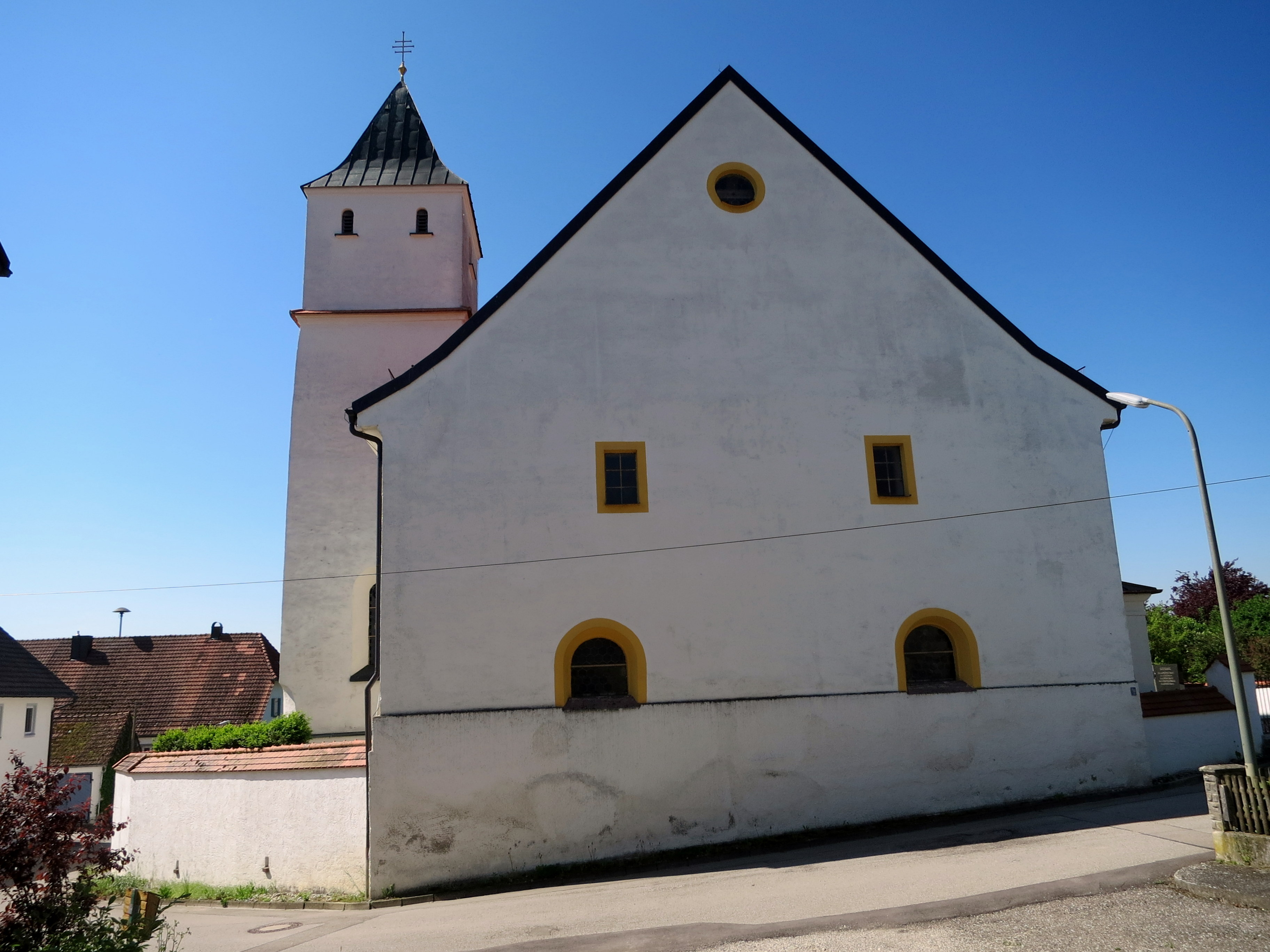
Das breite Langhaus in Nord-Süd-Richtung
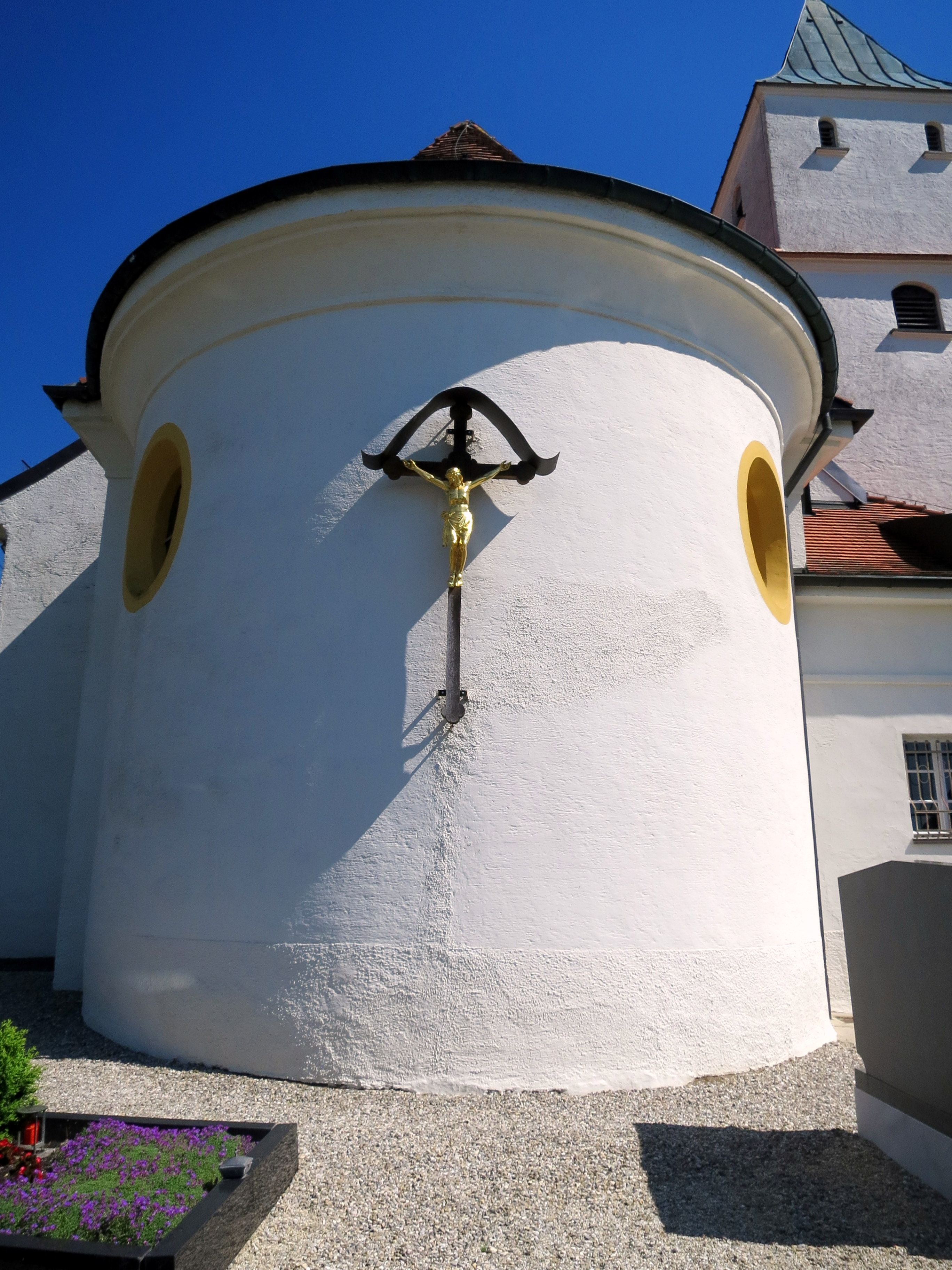
Der neue Chor von außen, mit Friedhofskreuz
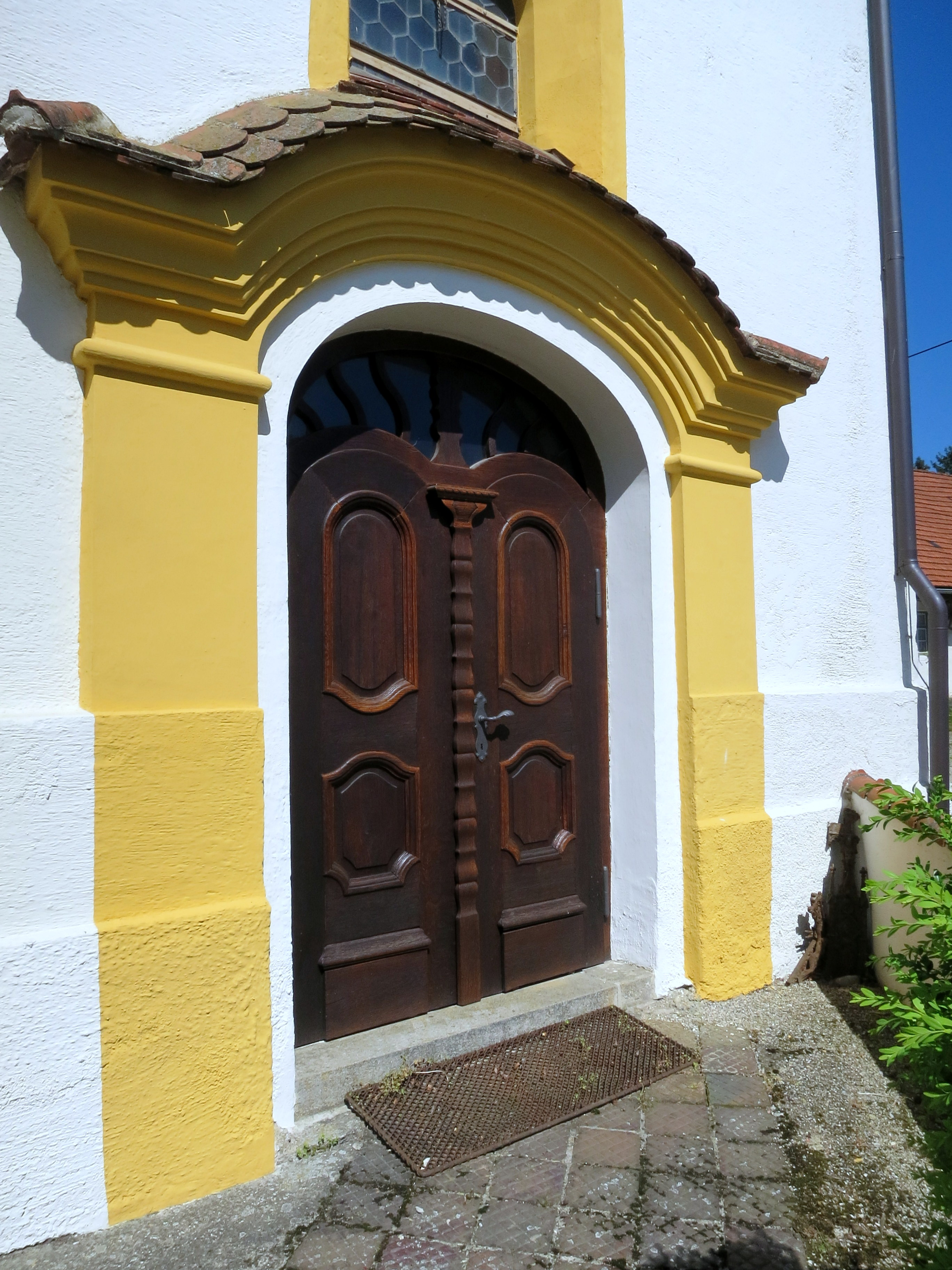
Das Hauptportal, im Stil von 1921
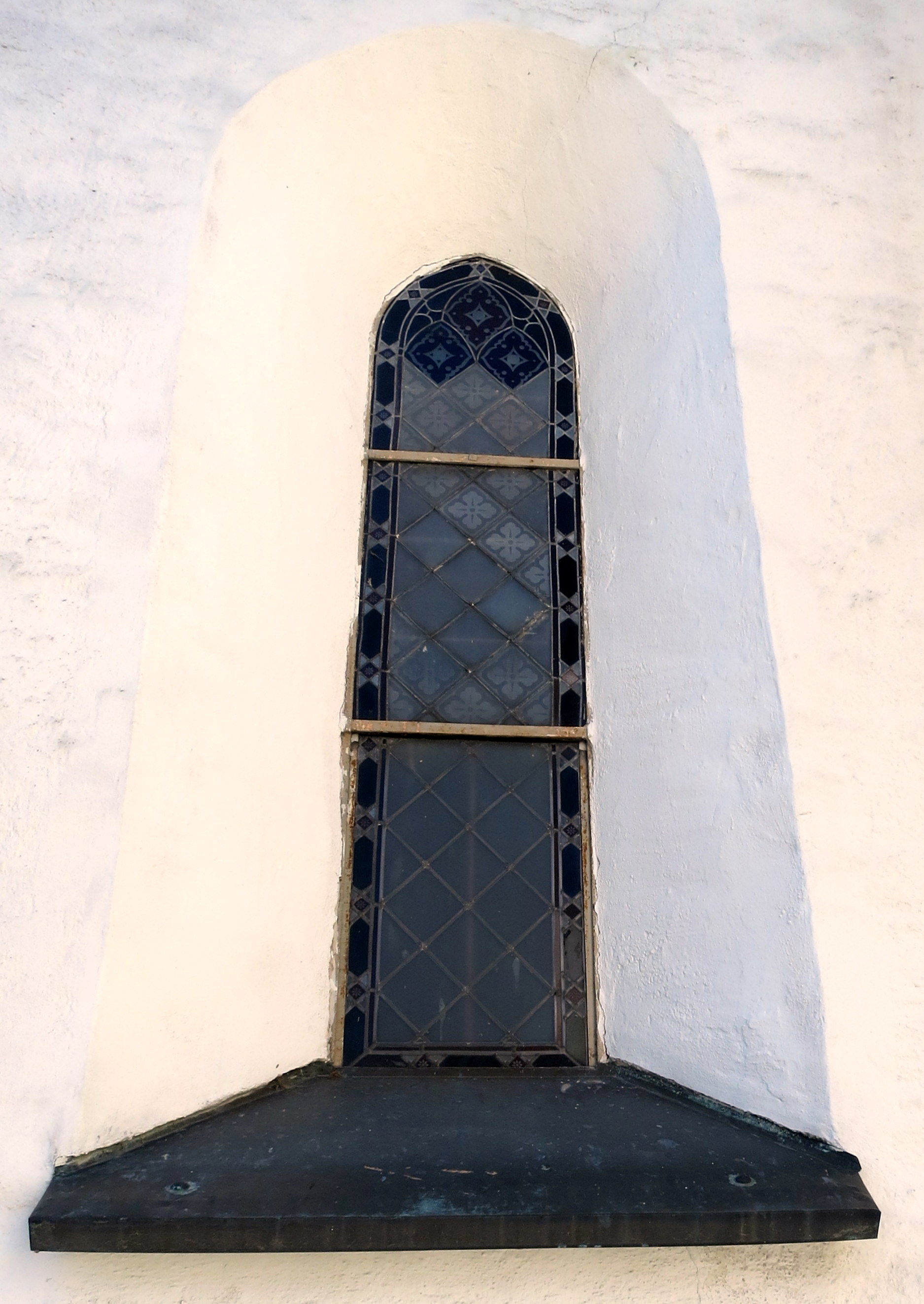
Ein Rundbogenfenster im Langhaus
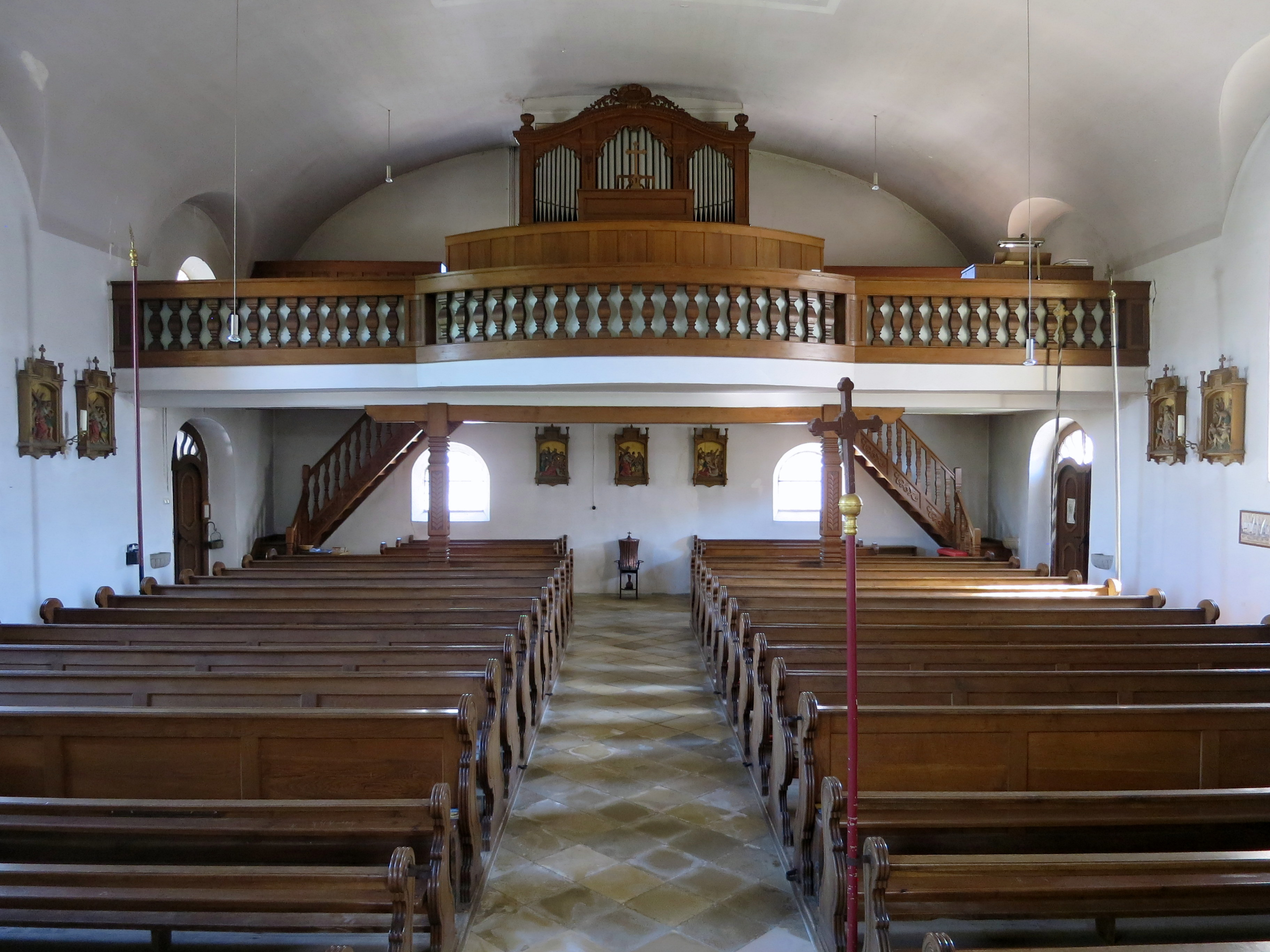
Die Breite des neuen Kirchenschiffs – Blick auf die Orgelempore

### Das Innere der Kirche
Im Innern wirkt die Kirche ähnlich wie ihre Schwester in Baumgarten, nur kommt hier der neue Chorraum viel besser zur Geltung. Die Kirche hatte schon immer drei Altäre: 1739 war der Hochaltar den beiden hll. Johannes, die Seitenaltäre den hll. Michael und Dionys geweiht. 1817 hatte der Hochaltar ein Bild der Muttergottes als Zuflucht der Sünder und die Seitenaltäre galten den Hll. Florian und Michael. 1844 hatte man die alten Rokokoaltäre neu gefasst, sie später aber durch neugotische Gebilde ersetzt. Seit 1930 ist der Hochaltar geschickt aus alten Rokokostücken zusammengesetzt.
Unter dem Turm hat sich noch der alte Hochaltarraum mit seinem Kreuzgewölbe auf Konsolen erhalten und ist als Seitenkapelle der Kirche angefügt. Darin steht noch der frühere neugotische Hochaltar. Neben dieser Kapelle ist jetzt die Kanzel der alten Kirche aufgestellt, sie wurde um 1850 mit einigen Barockstücken gebildet. Der Kreuzweg ist 1884 vom Münchner Künstler Simon für 1400 Mark erworben worden.
Der Neubau von Tölzkirchen musste dasselbe durchmachen wie der von Baumgarten, auch er drohte 1932 einzustürzen. 1933 musste ein neuer Dachstuhl aufgesetzt werden. Die Wölbung hat wie in Baumgarten Rabitz die Form einer breitgedrückten Tonne. 1933 wurde im Norden auch eine Vorhalle angebaut. Die Empore hat eine Holzbrüstung und ist gegen die Mitte der Kirche zu ausgebuchtet. Die Träger der Empore sind für die schwere Last recht leicht gestaltet.

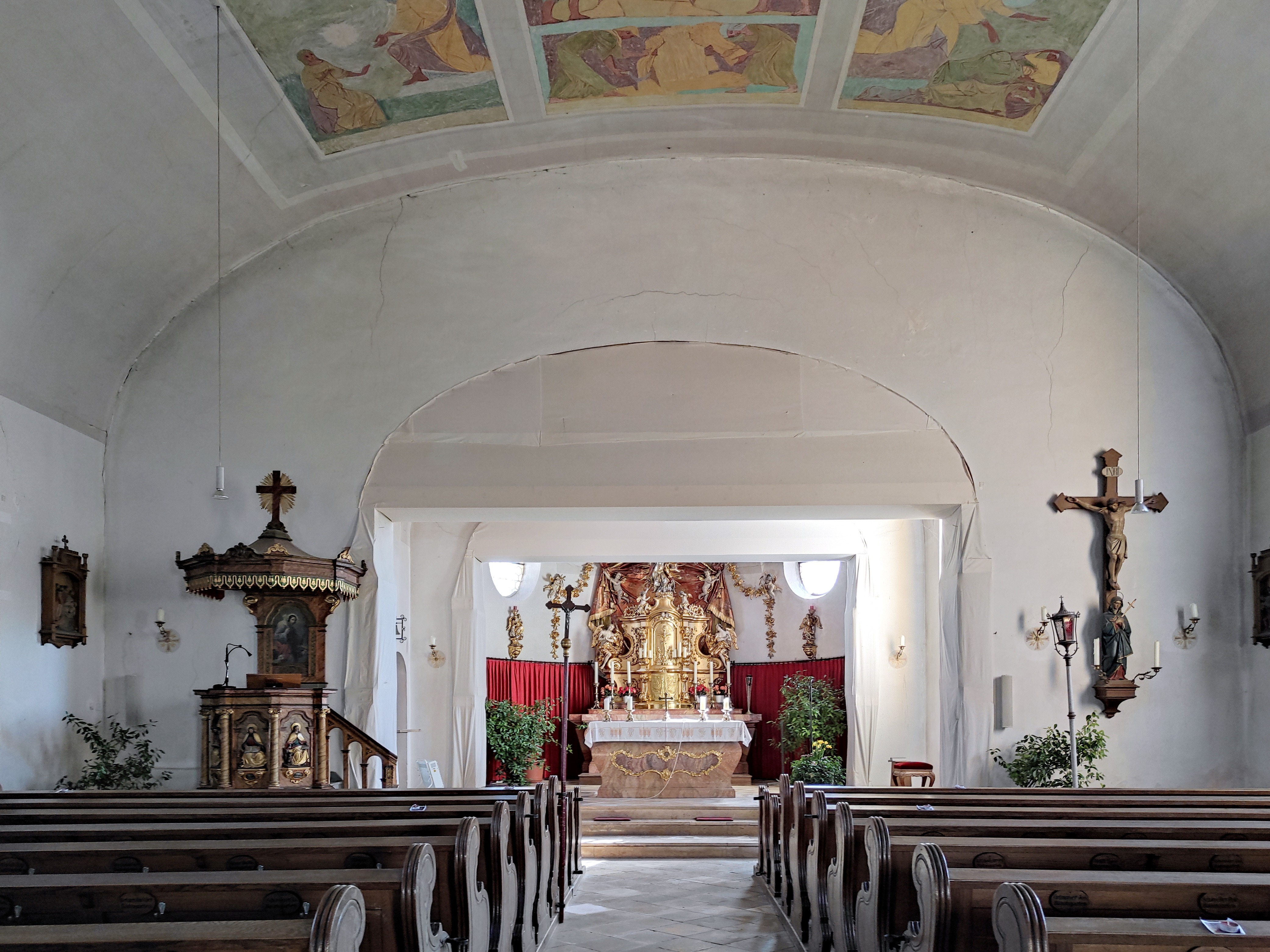
Innenraum der Kath. Filialkirche St. Michael
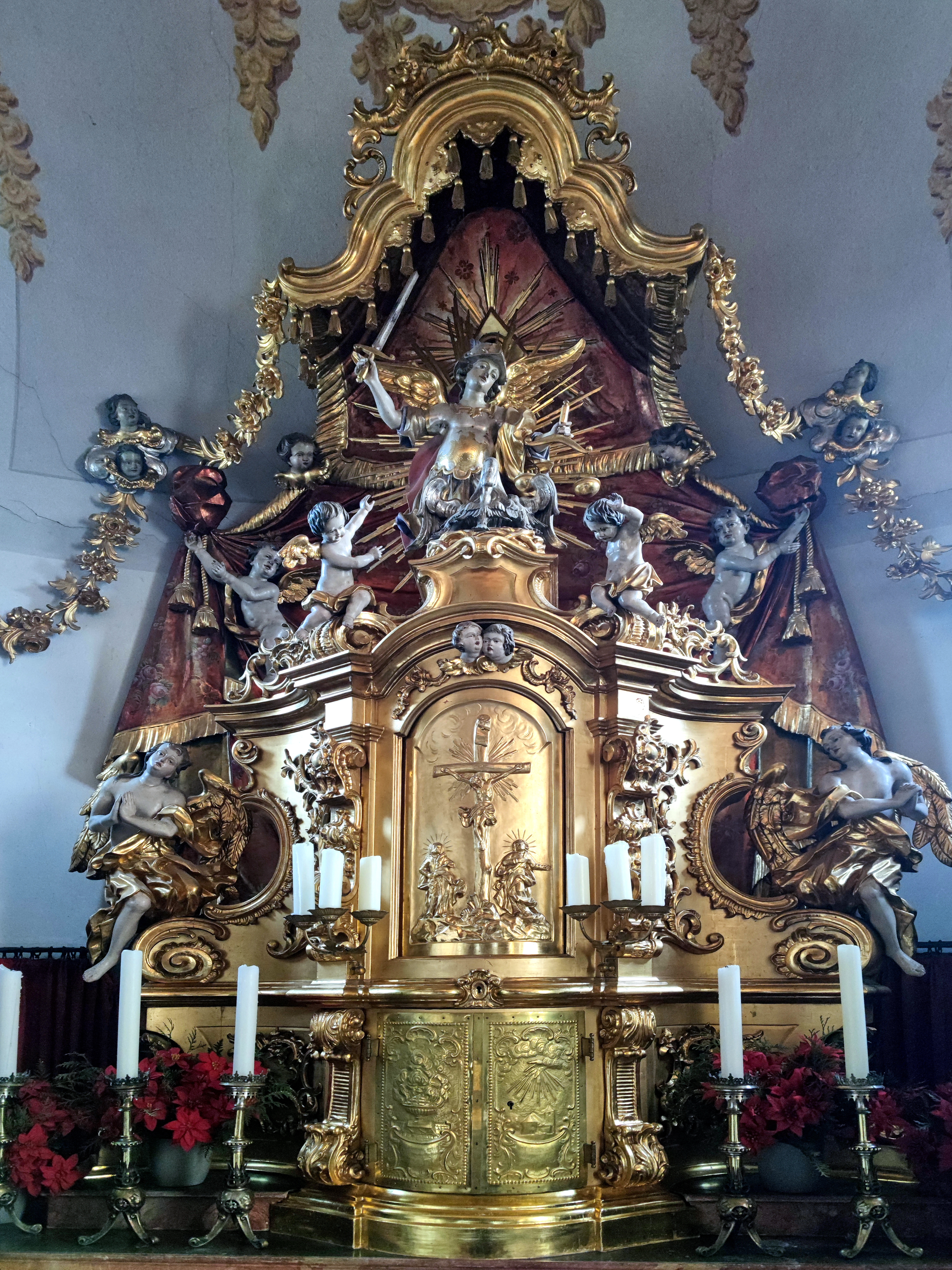
Ein Altar aus der Barockzeit im neuen Chor
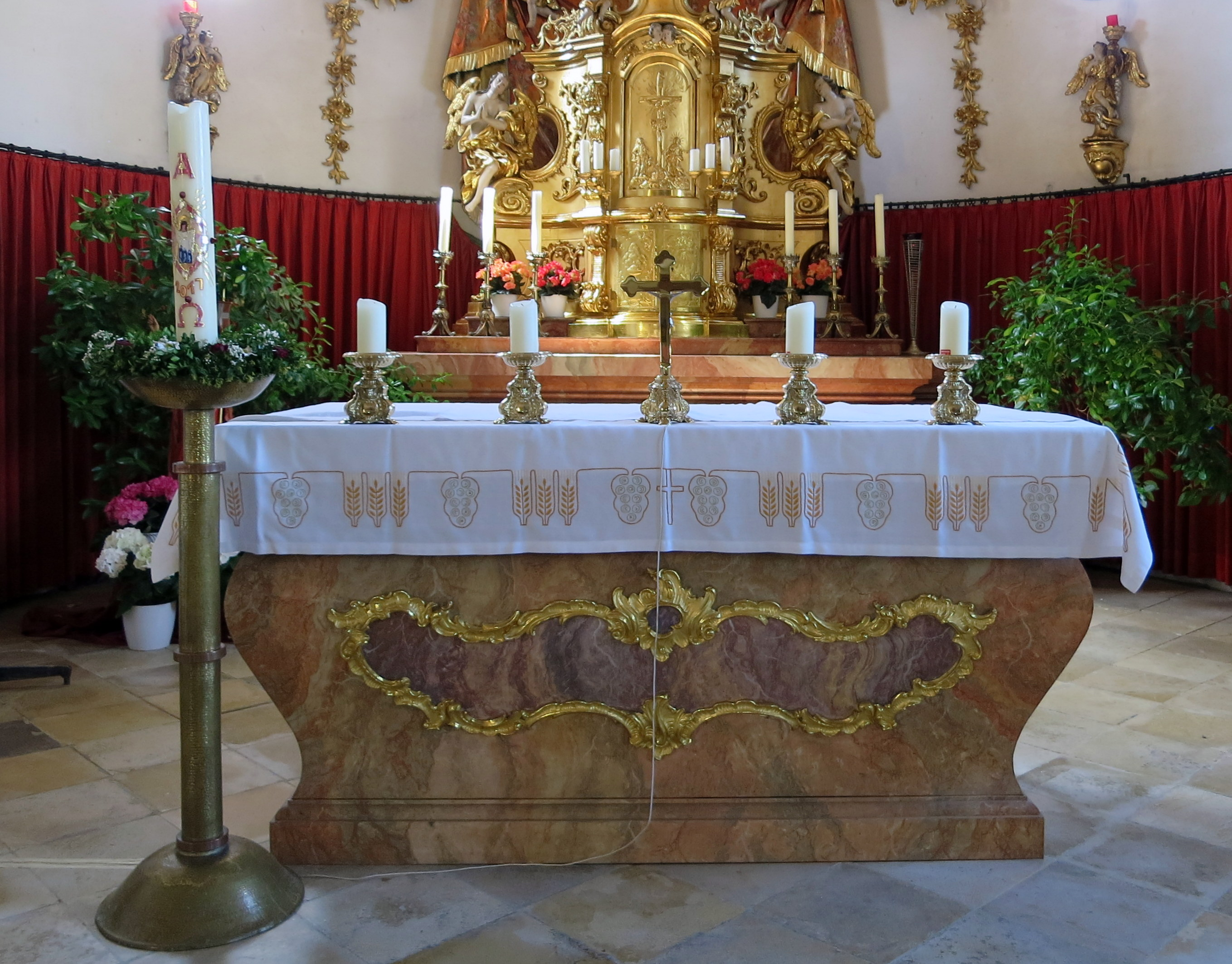
Der Volksaltar steht passend im Chor
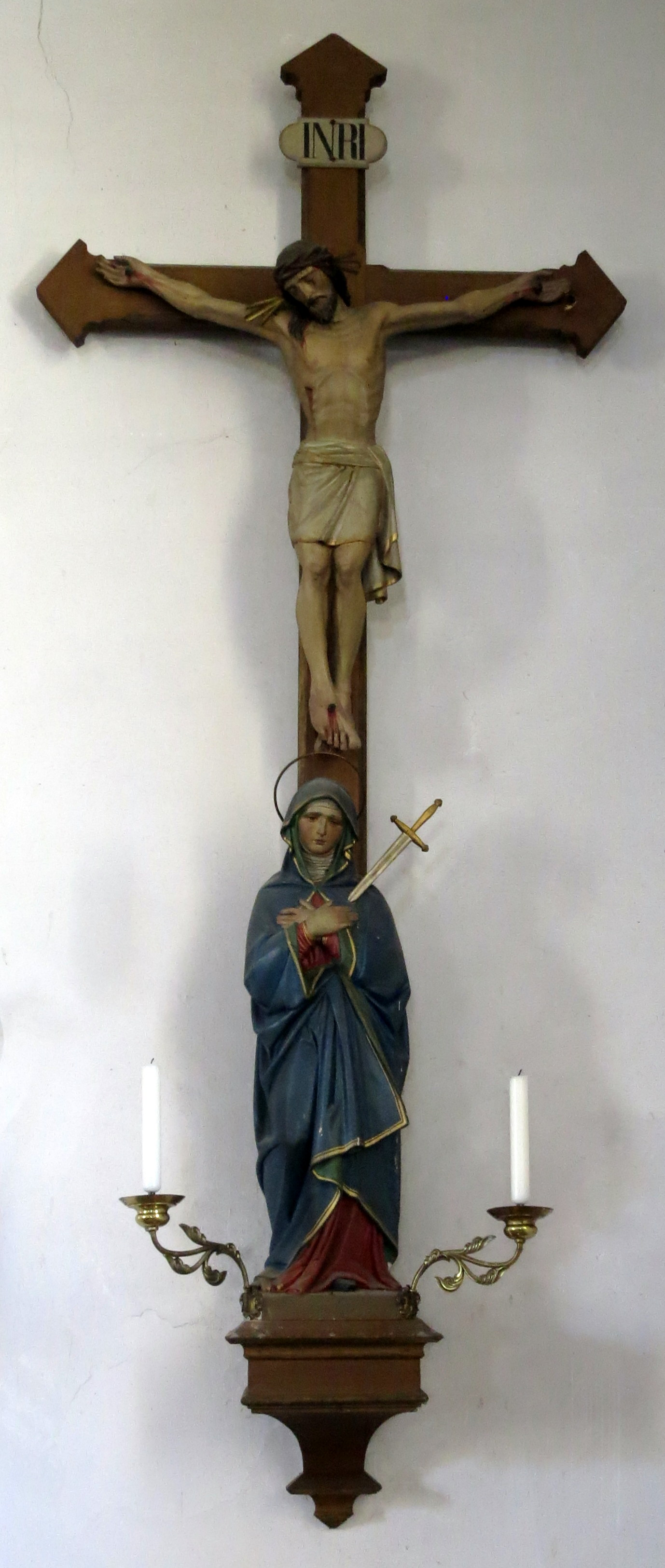
Das Kanzelkreuz, aber die Kanzel ist nicht gegenüber!
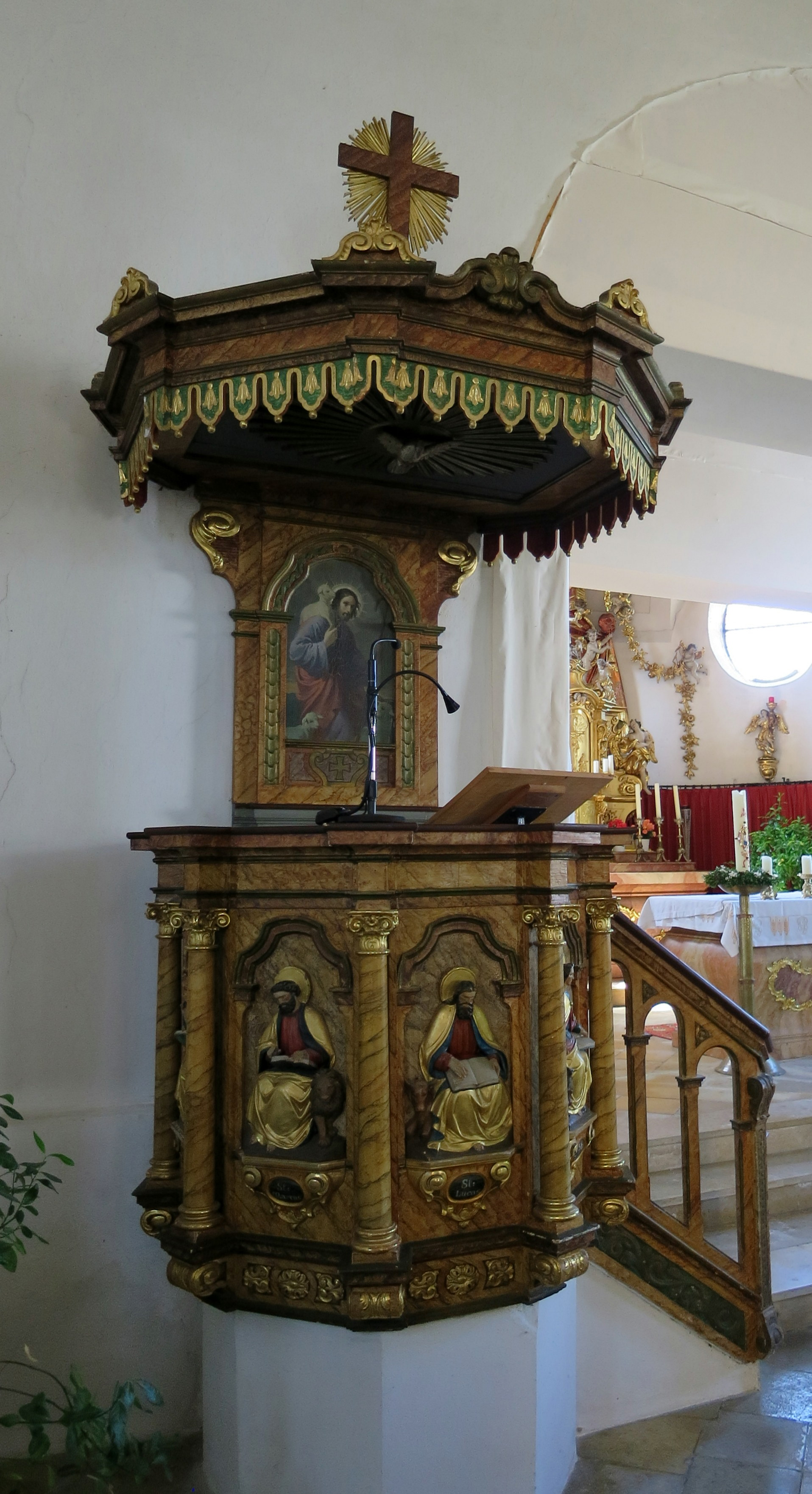
Sie ist in der Nische zwischen Turm und neuem Chor
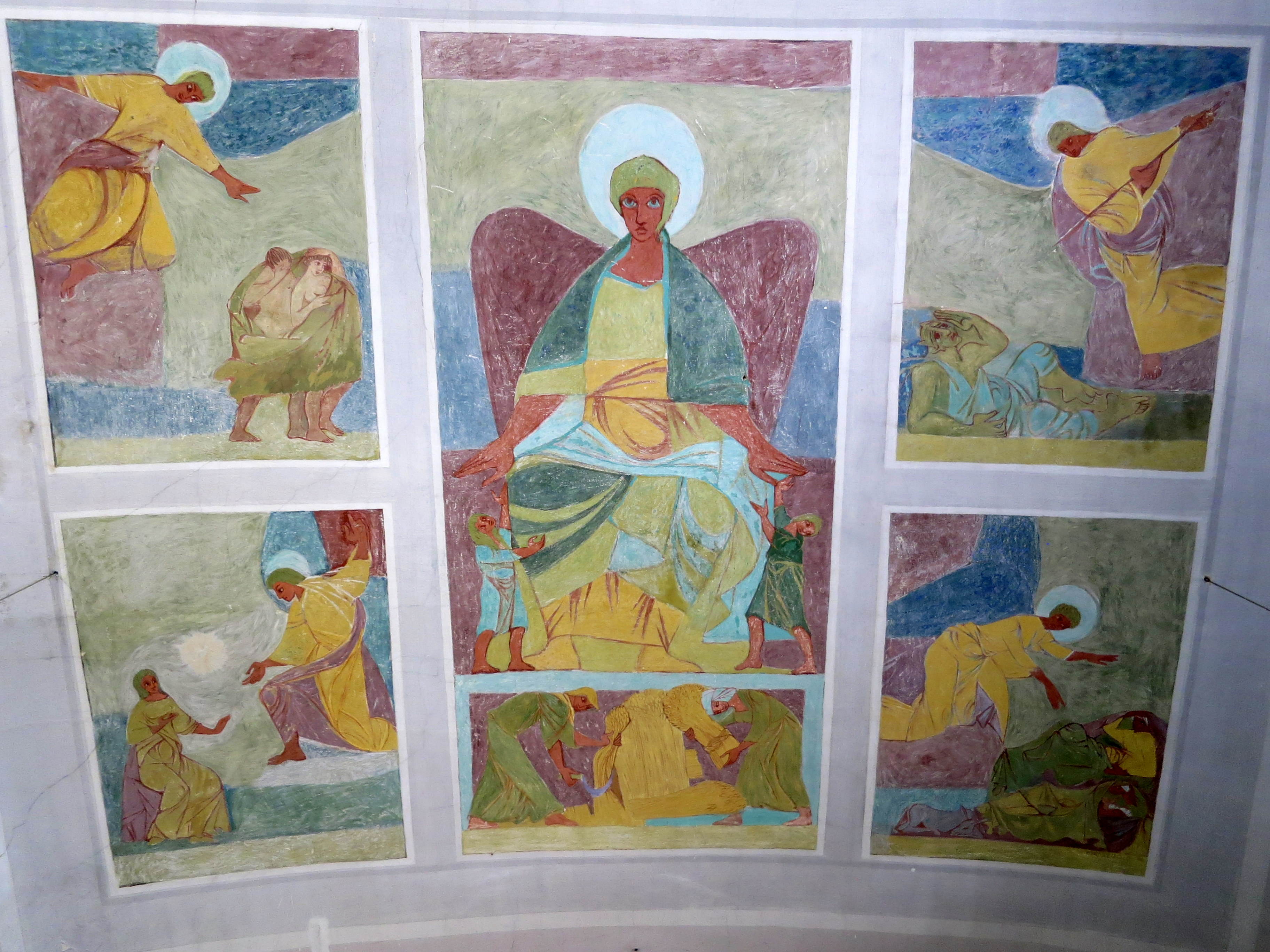
Das moderne Deckengemälde
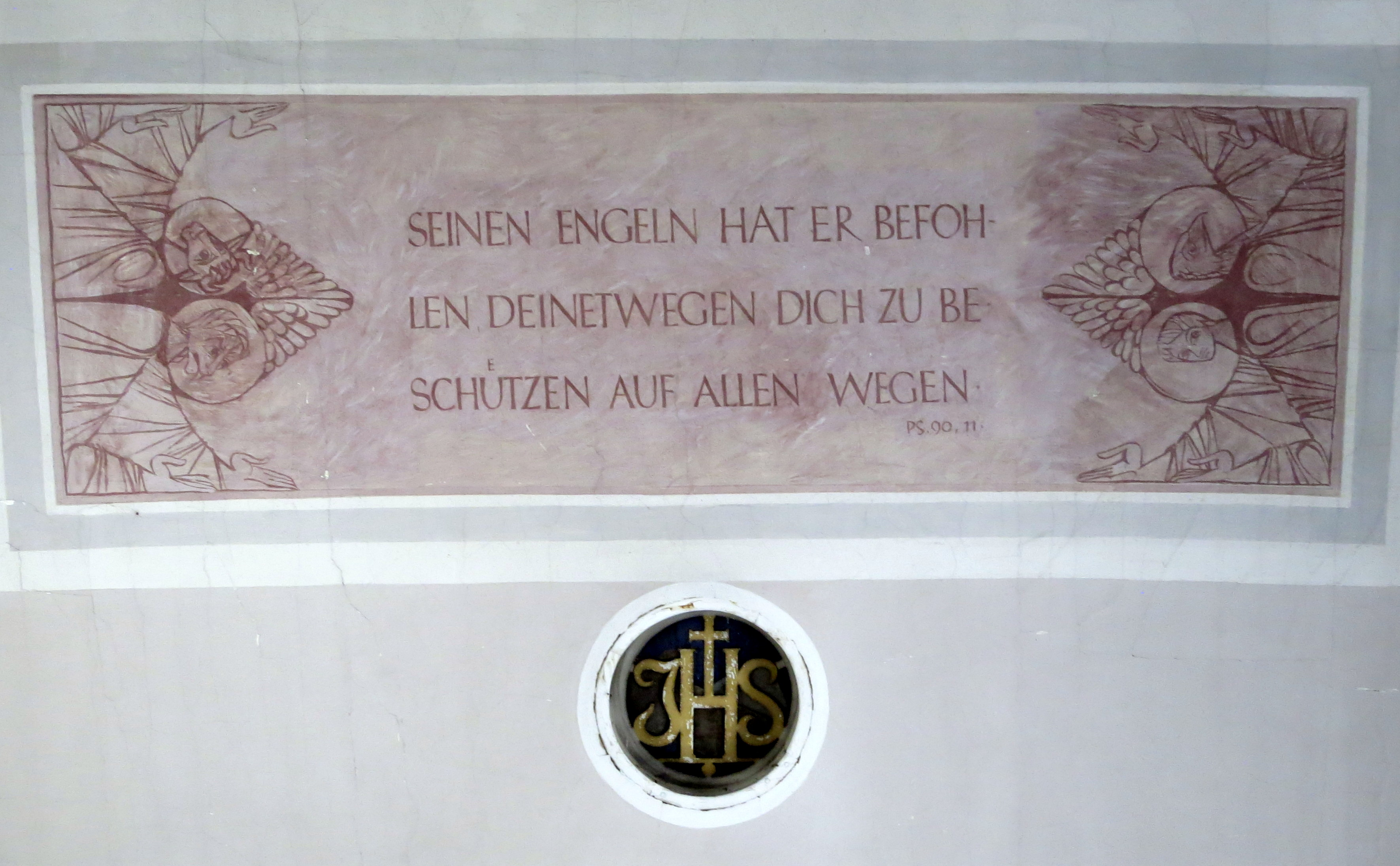
Inschrift an der Decke des Langhauses
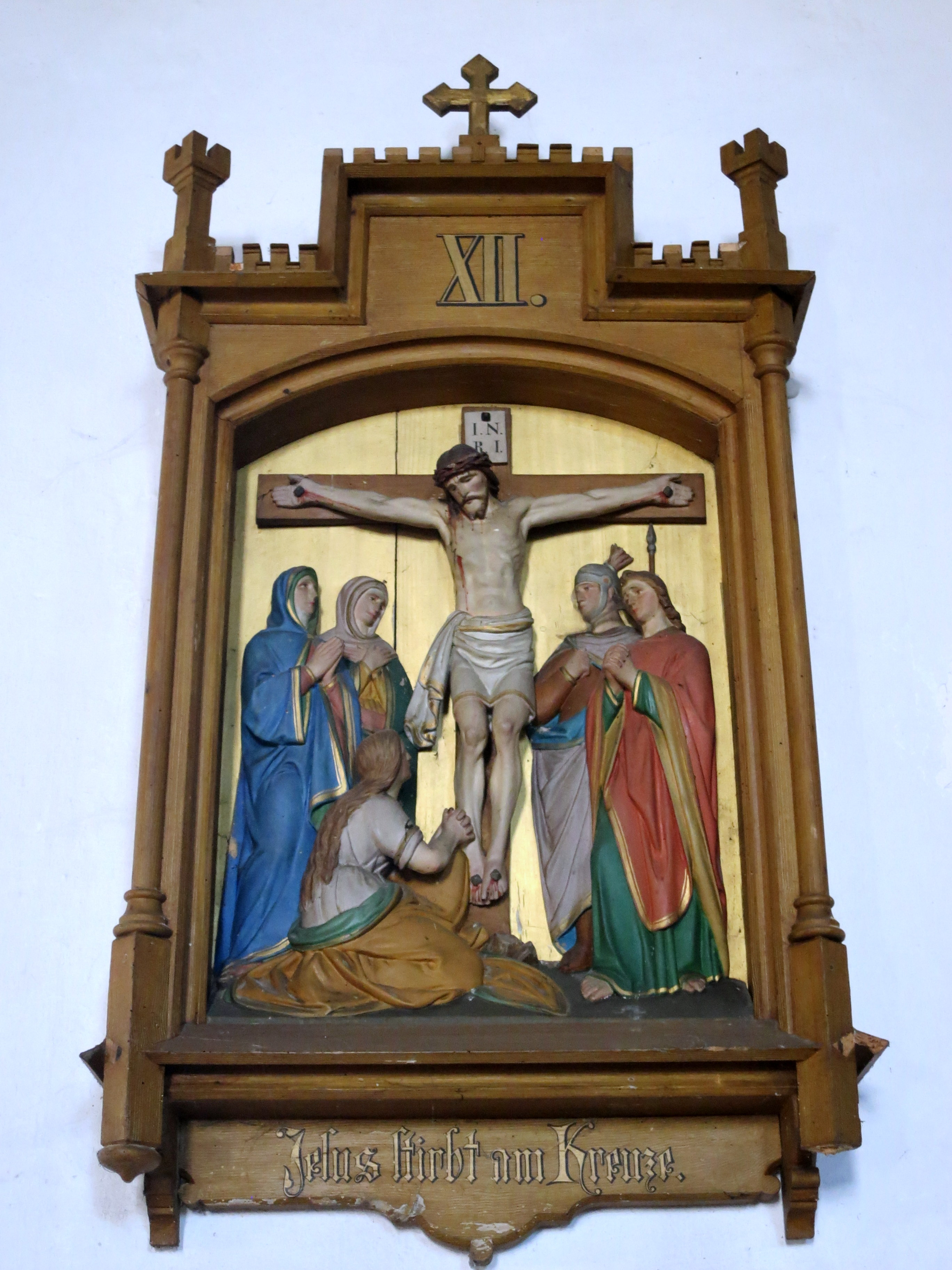
Eine Kreuzwegstation – Christus am Kreuz